# Tolga Çevik
Pour les articles homonymes, voir Çevik.
Tolga Çevik est un comédien turc né le 12 mai 1974 à İstanbul.
Tolga Çevik diplômé d’art de théâtre à l’université du Missouri Central (en) en 1996. Après avoir terminé son éducation aux États-Unis, il est devenu acteur professionnel au Théâtre de Hadi Çaman. Il a joué dans les pièces Küheylan, Sen Beni Sevmiyorsun, Kelebekler Özgürdür, Kalbin Sesi et plusieurs projets de cinéma et de télévision, a reçu 27 prix  nationaux et internationaux, a participé aux Acteurs de BKM en 2001. Après son rôle à Vizontélé et Organize İşler, il a joué dans une pièce intitulée Bana Bir Şeyhler Oluyor et une série télévisée Komedi Dükkanı.